# Villasana de Mena
Villasana de Mena är en ort i Spanien. Den ligger i provinsen Provincia de Burgos och regionen Kastilien och Leon, i den norra delen av landet, 300 km norr om huvudstaden Madrid. Villasana de Mena ligger 318 meter över havet och antalet invånare är 3 427.
Terrängen runt Villasana de Mena är huvudsakligen kuperad. Villasana de Mena ligger nere i en dal. Runt Villasana de Mena är det mycket glesbefolkat, med 4 invånare per kvadratkilometer. Närmaste större samhälle är Zalla, 19,1 km nordost om Villasana de Mena. Omgivningarna runt Villasana de Mena är en mosaik av jordbruksmark och naturlig växtlighet.